# Warteck Bier
Das Warteck Bier war ein vom ehemaligen Schweizer Getränkehersteller Warteck Brauerei & Getränke AG in Basel hergestelltes Bier. Die Marke wird seit 1989 von der Feldschlösschen Getränke AG hergestellt.

## Geschichte

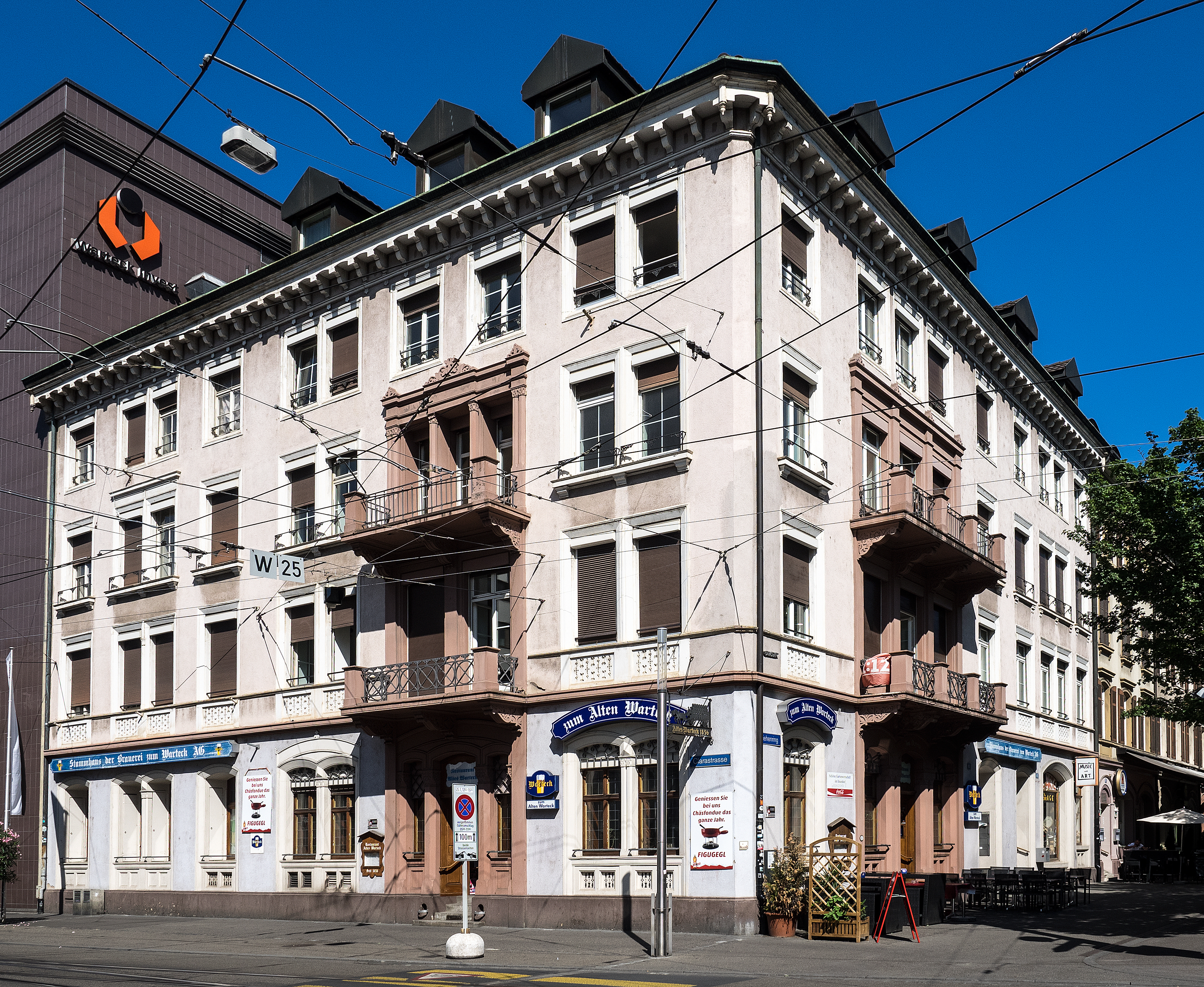
Gebäude «Altes Warteck», Situation 2015 (abgerissen 2018/2019)

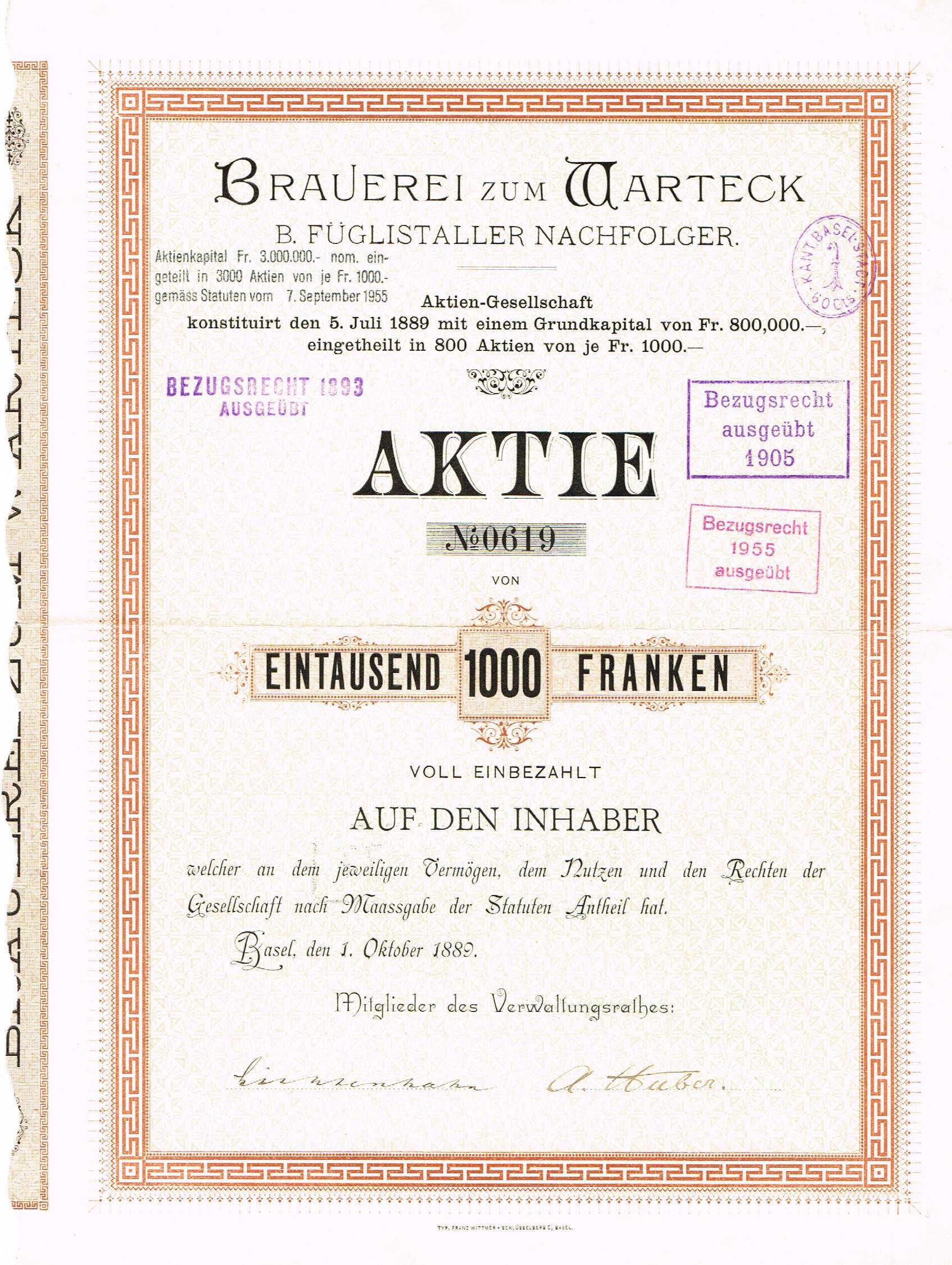
Aktie über 1000 Franken der Brauerei zum Warteck vom 1. Oktober 1889, Auflage: 800 Stück

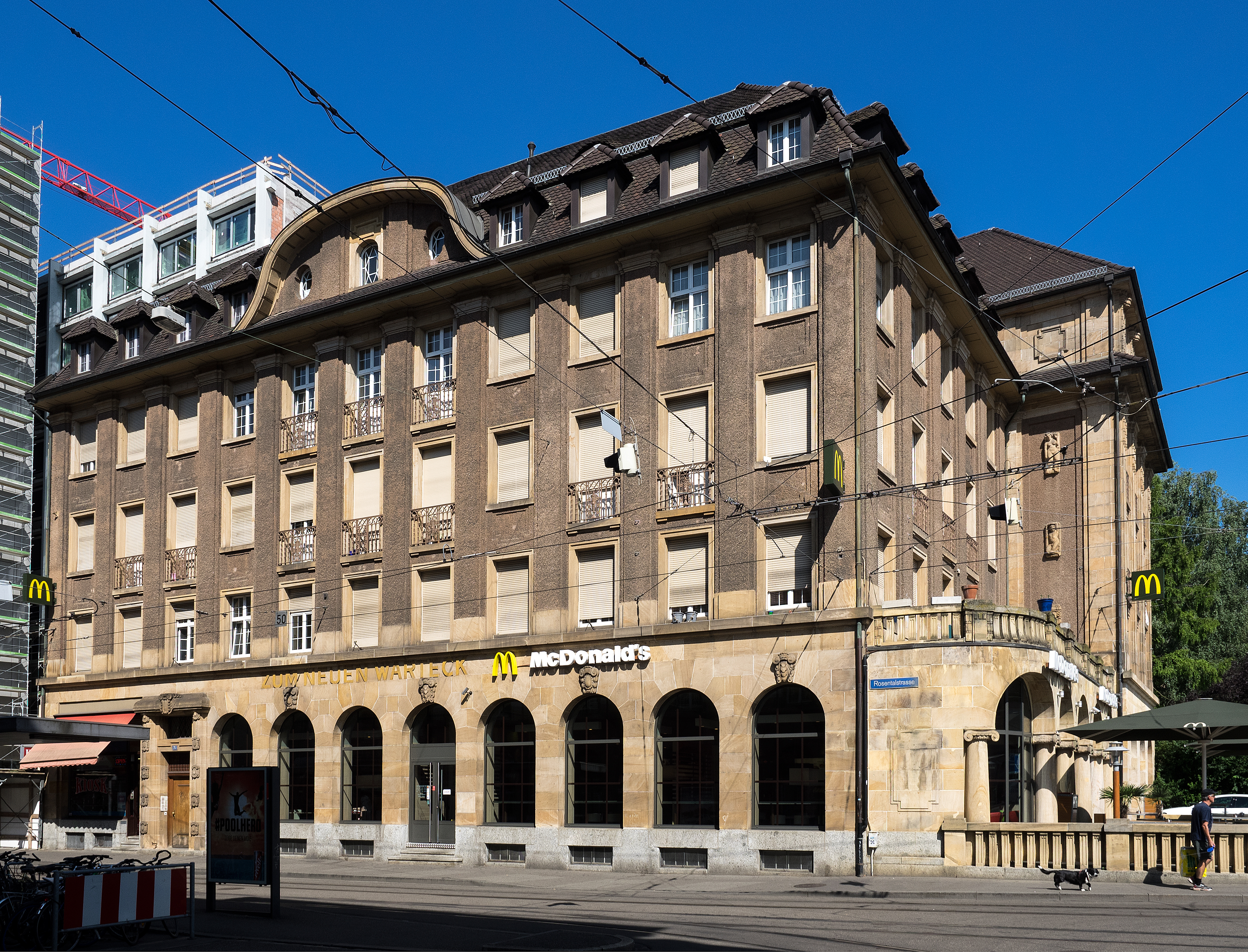
Im Gebäude «Zum Neuen Warteck» ist heute eine Fast-Food-Kette eingemietet

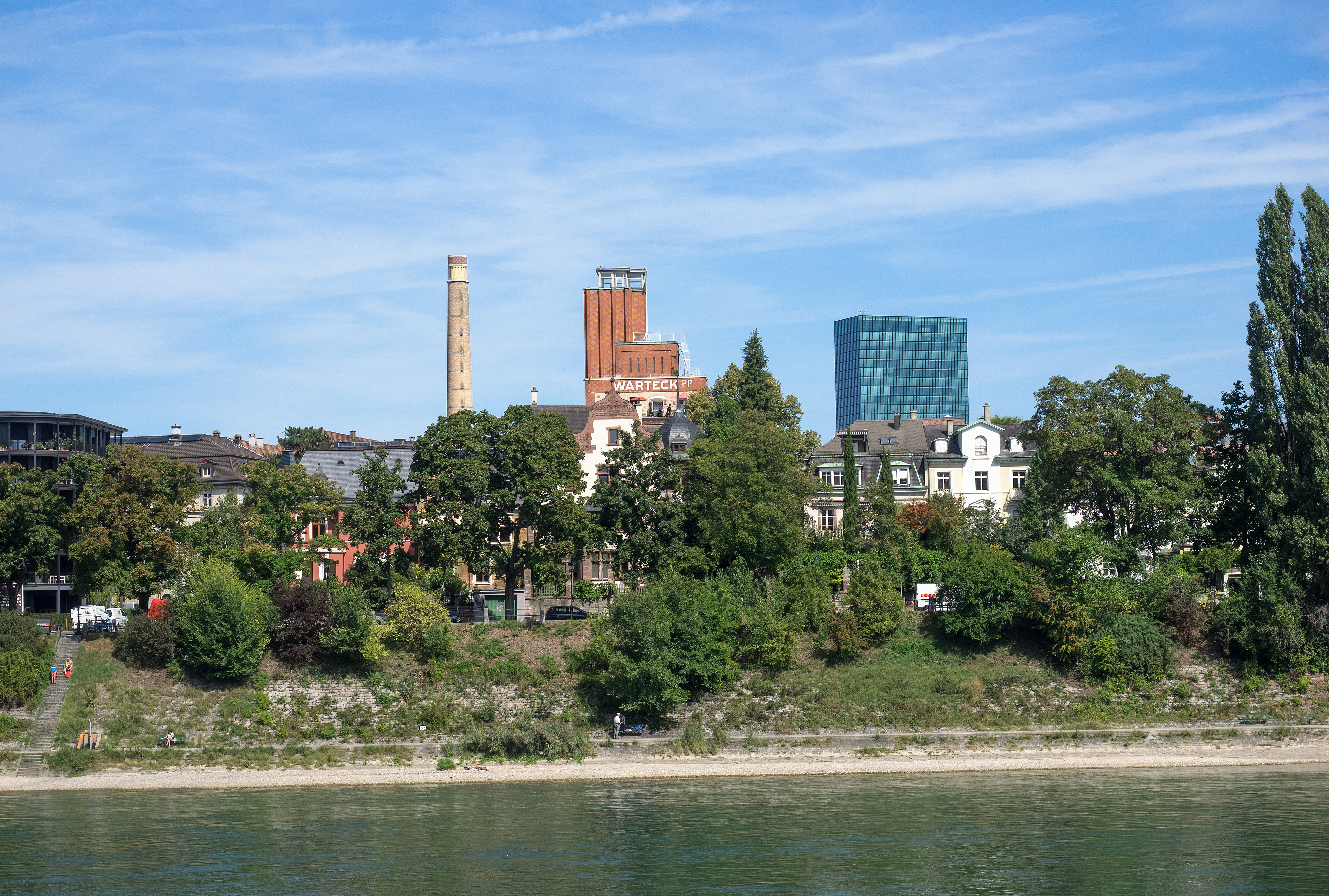
Gebäude der ehemaligen Brauerei am Burgweg, vom Grossbasel aus gesehen

Im März 1856 erwarb Niklaus Emanuel Merian-Seeber (1828–1872) das Haus «zum Weitnau» (Greifengasse 7, abgebrochen 1928) und eröffnete dort eine Gastwirtschaft.  Das Bier für den Ausschank bezog er von der Brauerei seines Bruders Benjamin.
Zwei Jahre später eröffnete Benjamin Merian ebenfalls eine Wirtschaft in der Greifengasse. Offenbar reichte das Kundenpotential aber nicht für zwei Wirtschaften am gleichen Standort, und so kaufte Niklaus im Jahr 1860 gegenüber dem Badischen Bahnhof (der damals am heutigen Messeplatz stand) Bauland, um dort eine neue Wirtschaft zu errichten. Das Bier wollte er nun aber nicht mehr von seinem Bruder beziehen, sondern richtete im Nebengebäude der Wirtschaft eine eigene Hausbrauerei ein. Am 16. März 1862 wurde die Wirtschaft mit der angeschlossenen Hausbrauerei eröffnet. Dieses Datum kann daher als das Gründungsdatum der Brauerei angesehen werden. Die Wirtschaft erhielt den Namen «Warteck» (die Warte-Ecke). Der Grund für die Wahl des Namens ist nicht überliefert, die wahrscheinlichste Theorie lautet, dass er sich auf den dortigen Warteplatz der Droschken bezog.
Trotz der bewusst gewählten Lage beim Bahnhof war der Geschäftsgang des Wartecks eher mässig. Dies änderte sich, als Merian Brauerei und Wirtschaft an das Ehepaar Bernhard und Jeanette Füglistaller-Sprenger verpachtete. Unter dem Pächterpaar florierte der Betrieb, und 1869 konnte es schliesslich Brauerei und Wirtschaft kaufen.
Schon bald genügten die Keller im Warteck nicht länger zur Aufnahme der steigenden Produktion. Die damalige Kühltechnik benötigte unterirdische Keller, und dafür war kein weiterer Platz mehr an der Clarastrasse. Am nahen Burgweg wurde ein geeignetes Gelände für neue Keller gefunden. Dort liess Füglistaller 1872/73 drei tief gelegene Lagerkeller anlegen. Den durch die Auslagerung der Keller gewonnenen Raum im Warteck nutzte er zum Ausbau des Sudhauses und der Mälzerei.  Die nächste Ausbaustufe erfolgte im Jahr 1889 mit der Gründung der Aktiengesellschaft «Brauerei zum Warteck B. Füglistaller Nachfolger». 1890/91 wurde schliesslich auch die Brauerei vom (alten) Badischen Bahnhof weg an den Burgweg verlegt, wo sie ständig weiter ausgebaut wurde und bis zu ihrer Schliessung im Jahr 1991 verblieb.
1894 übernahm Bernhard Füglistaller-Schmid die Brauerei.
1913 wurde der Badische Bahnhof an den heutigen Standort verlegt, da er am alten Ort der Stadtentwicklung im Weg stand. So wie Merian 1862 sein Warteck gegenüber dem alten Bahnhof eröffnet hatte, eröffnete nun Füglistaller gegenüber dem neuen Badischen Bahnhof ein neues Restaurant. Es erhielt sinnigerweise den Namen «Zum Neuen Warteck», und das Stammhaus wurde in «Altes Warteck» umbenannt.
1922 wurde die Brasserie Jurasienne in Delsberg gekauft und in Delsberg und Pruntrut eigene Depots eingerichtet. Später folgte noch die Erschliessung der Gebiete Bern, Berner Oberland, Mittelland, Zentralschweiz, Westschweiz, Tessin und des Raumes Zürich.
1947 übernahm Bernhard Walter Füglistaller-Schachenmann in der dritten Generation die Brauerei.
1956 erschien die Firmenchronik «Hundert Jahre Brauerei zum Warteck AG vormals B. Füglistaller 1856–1956» von Gustaf Adolf Wanner, die das falsche Gründungsdatum 1856 zementierte.
1976 übernahm Alexander Peter Füglistaller-Ganten die Leitung der Brauerei in der vierten Generation.
1981 wurde das 125-Jahre Jubiläum der Brauerei gefeiert – wiederum mit Bezug auf das Jahr 1856, also 6 Jahre zu früh.
In den achtziger Jahren überrollte eine regelrechte Konzentrationswelle den Schweizer Biermarkt, von der auch Warteck nicht verschont blieb. Deshalb wurde die Warteck AG aufgeteilt in einerseits die Warteck Brauerei & Getränke AG für die Getränkeproduktion und den -vertrieb und andererseits die Warteck Invest AG für die Bewirtschaftung der Liegenschaften. Die Warteck Brauerei & Getränke AG wurde 1988 an die Feldschlösschen Getränke AG verkauft, die 1991 die Brauerei am Burgweg schloss und die Produktion in ihr Stammhaus in Rheinfelden verlegte. 2001 wurde die Warteck Brauerei & Getränke AG schliesslich aufgelöst und die Brauerei-Aktivitäten vollständig in die Feldschlösschen Getränke Holding integriert. Die Marke Warteck existiert weiterhin. Bis heute wird bei Feldschlösschen in Rheinfelden Bier unter diesem Namen gebraut.

## Das Gründungsdatum

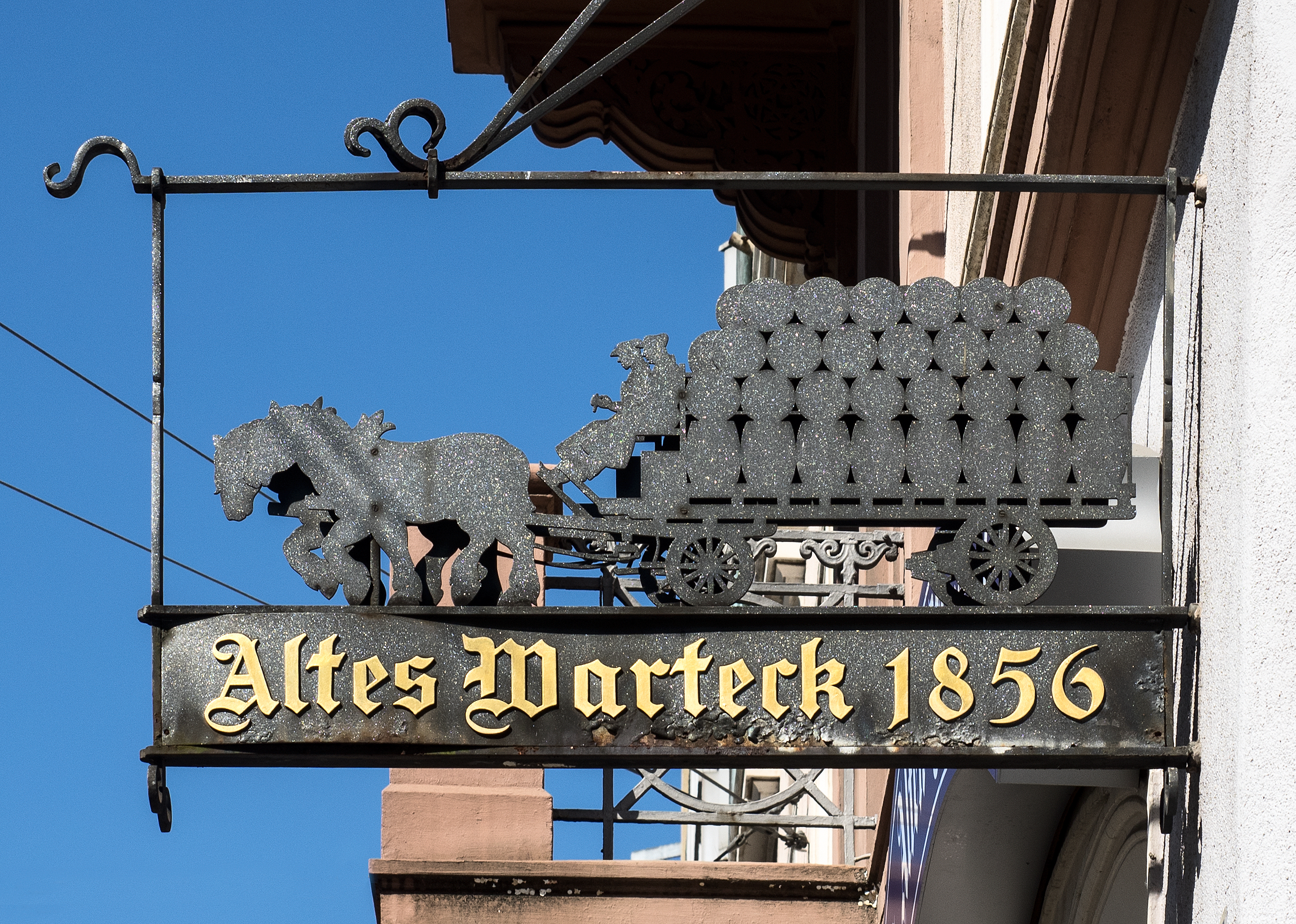
Dieses Schild ist gleich doppelt falsch: Einerseits ist das Gründungsjahr falsch, andererseits hiess die Wirtschaft damals schlicht «Warteck».

Die Brauerei Warteck selbst gab als Gründungsdatum der Brauerei das Jahr 1856 an, und bis heute wird diese Jahreszahl auf Flaschenetiketten, Bierdeckel und dergleichen gedruckt. Dies ist jedoch das Jahr, an dem Niklaus Emanuel Merian-Seeber seine erste Wirtschaft an der Greifengasse eröffnet hat und muss daher als Gründungsjahr der Brauerei abgelehnt werden. Vielmehr muss 1862 als Gründungsjahr gelten, da in diesem Jahr die Wirtschaft beim Badischen Bahnhof mit der Hausbrauerei eröffnet wurde. Der Kauf des Grundstücks gegenüber dem ersten Badischen Bahnhof von 1860, die Baueingabe von 1861 und die Eröffnung der Wirtschaft mit Brauerei am 16. März 1862 sind eindeutig dokumentiert. Das falsche Gründungsjahr 1856 wurde zum ersten Mal in der Firmenchronik «Hundert Jahre Brauerei zum Warteck AG vormals B. Füglistaller 1856–1956» erwähnt, die der Lokalhistoriker Gustaf Adolf Wanner verfasste und die 1956 anlässlich des – im falschen Jahr gefeierten – 100-Jahr-Jubiläums der Brauerei Warteck erschien. Wieso der ansonsten angesehene Lokalhistoriker Wanner dieses falsche Datum nannte, ist unbekannt.

## Das Brauerei-Areal am Burgweg heute
Der grösste Teil des ehemaligen Brauerei-Areals am Burgweg ist heute mit Wohnungen überbaut. Das eigentliche Brauereigebäude mit Sudhaus und Malzsilo ist erhalten und wird während der Zwischenumnutzung 1993 durch den «Gründungsverein der Betreiberorganisation Warteck» und seit 1994 vom Verein «Verein Werkraum Warteck pp» verwaltet («pp» steht für «permanentes provisorium»). 2003 wird das Gebäude von der «Warteck Invest» der neu gegründeten «Stiftung Kulturraum Warteck» geschenkt. Der Verein Werkraum Warteck pp bleibt weiterhin Mieter. Unter der Bauherrschaft der  «Stiftung Kulturraum Warteck» konnte 2014 das Malzsilo durch einen aufwendigen Umbau nutzbar gemacht werden. 2014 wurde eine Aussentreppe installiert, die von Fabian Nichele und Stefan Eisele konzipiert wurde.  Diese Umbauten wurden durch den Basler Heimatschutz im April 2014 gewürdigt.

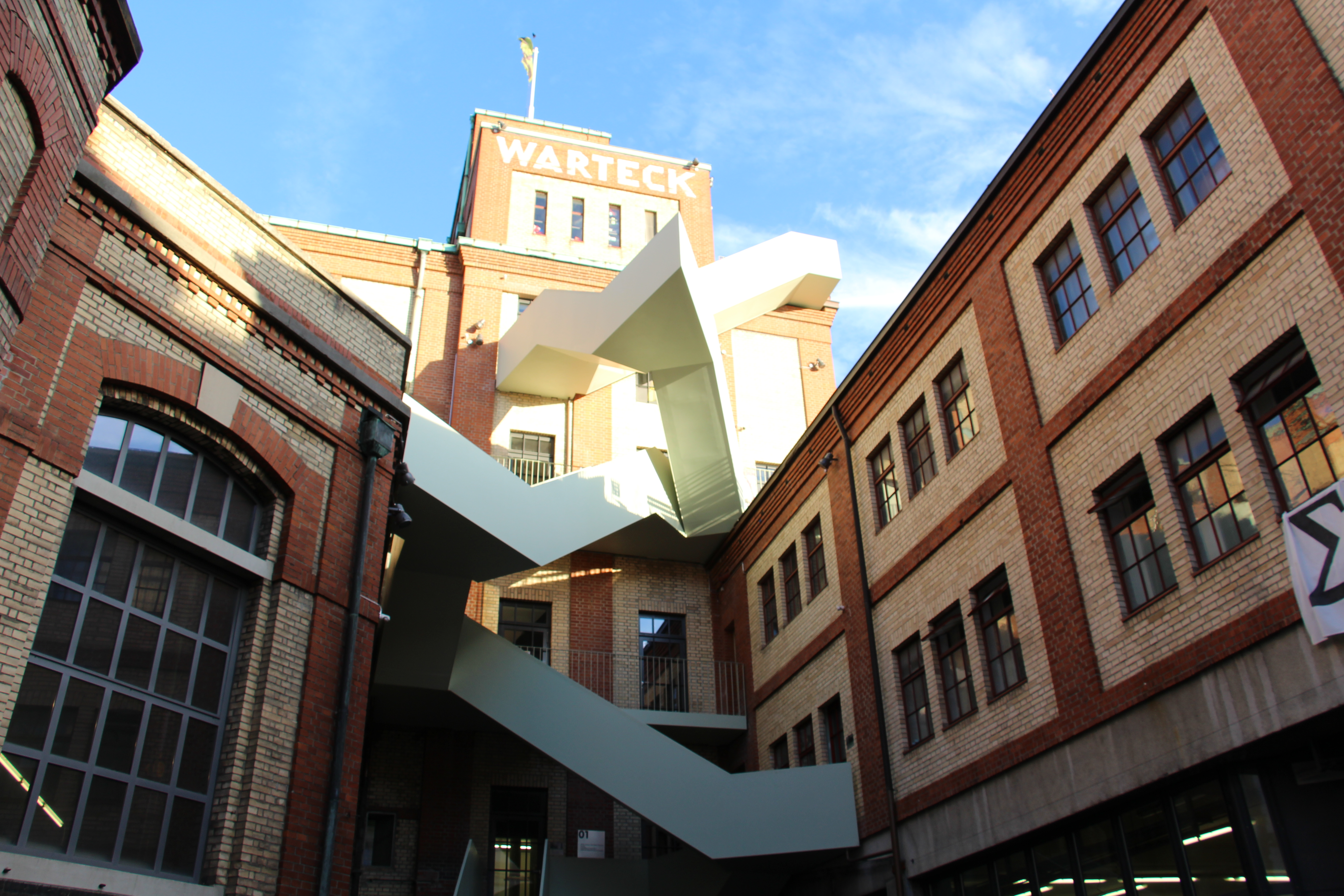
Ansicht auf das Wartek Areal

Im Gebäude sind Werkräume, der Ausstellungsraum Kaskadenkondensator und verschiedene Ateliers untergebracht und es finden kulturelle Veranstaltungen statt.

## Ehemalige Liegenschaft «Altes Warteck»

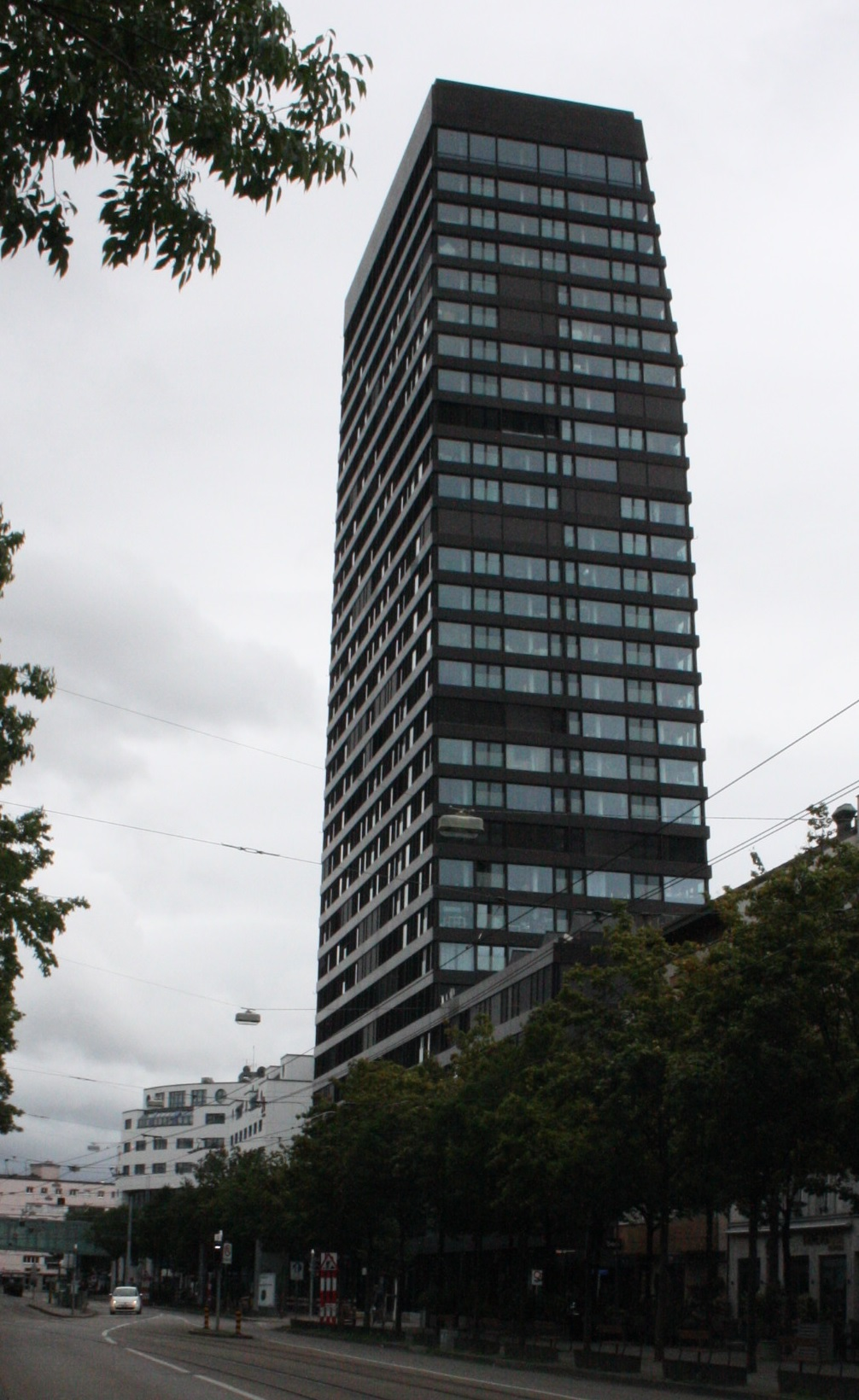
Hochhaus Claraturm, Basel

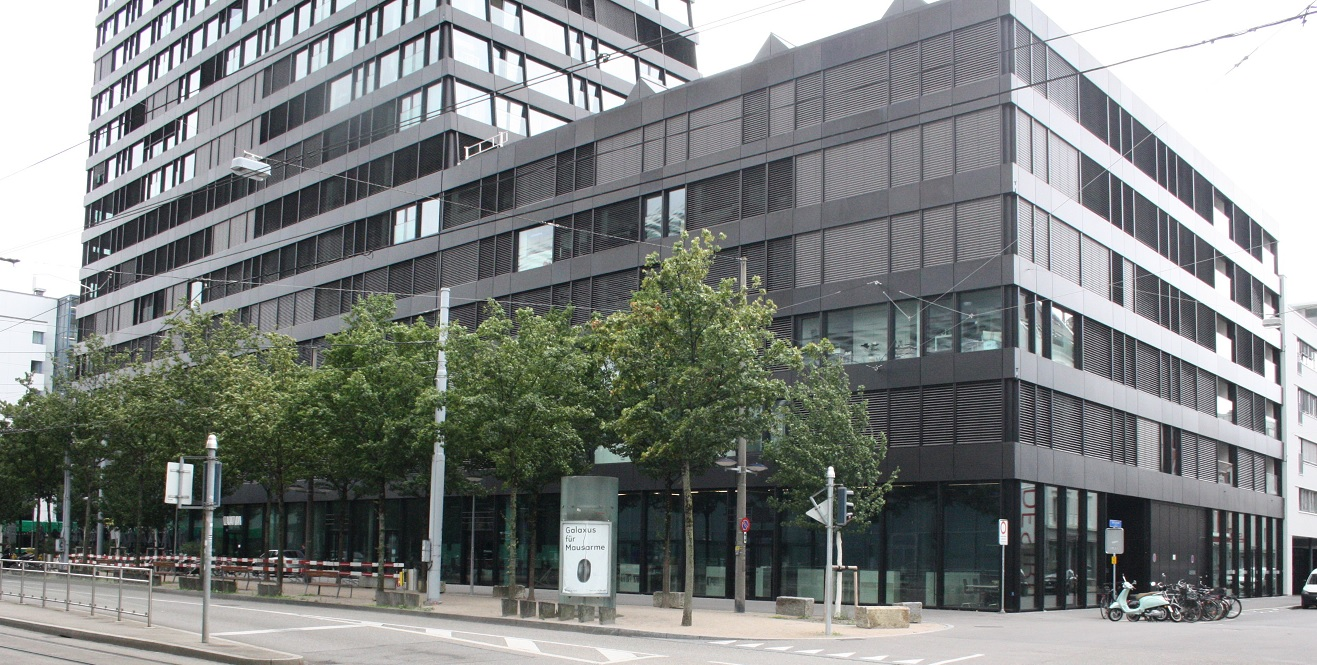
Anbau an den Claraturm, Basel

Die Warteck Invest AG plante, die Häuserzeile am Riehenring (von der Clarastrasse bis zur Drahtzugstrasse), die auch das Gebäude «Altes Warteck» umfasste, abzureissen, und an dieser Stelle ein Hochhaus als Renditeobjekt zu erstellen. 2007 wurde ein Projektwettbewerb ausgeschrieben. Das Siegerprojekt der damaligen Basler Architekten Morger + Dettli (heute Morger Partner) sah an der Ecke Clarastrasse/Riehenring ein 88 Meter hohes Hochhaus mit einem mehrstöckigen Anbau am Riehenring bis zur Drahtzugstrasse vor. Sie gaben ihrem Projekt den Namen «Claraturm». Es sollten 170 Wohnungen, im 1. bis 4. Obergeschoss Büroflächen, im Erdgeschoss Gewerbe- und Gastronomieflächen und in den drei Untergeschossen Autoabstellplätze und Flächen für Fahrräder geschaffen werden.
Der Erhalt der 150 Jahre alten Häuserzeile war vielen Anwohnern wichtig. Es wurde beantragt das Gebäude «Altes Warteck» unter Schutz zu stellen was jedoch 2007 durch die Basler Regierung und 2008 durch das Appellationsgericht abgewiesen wurde.
2010 übernahm der Immobilienfonds «SIMA» der UBS das Projekt.
Um ein Gebäude der geplanten Höhe bauen zu können, musste eine Änderung des bestehenden Zonenplans, mit entsprechend angepasstem Bebauungsplan durch einen Volksentscheid genehmigt werden. Mitte 2013 stimmte der Grosse Rat der Stadt Basel dem Bebauungsplan zu. Eine Volksabstimmung wurde auf den 24. November 2013 vorgesehen.
Dagegen formierte sich erneut einiger Widerstand. Wäre durch die Bemühungen der Gegner ein Nein an der Volksabstimmung erreicht worden, so hätte die Bauträgerin die Häuserzeile trotzdem abbrechen können. Die Entscheide der vorgängig bemühten Instanzen liessen dies zu. Entsprechend dem bestehenden Zonenplan dürften die Neubauten jedoch nur fünf Stockwerke hoch werden. Der Volksentscheid fiel jedoch zu Gunsten des Bebauungsplans aus. Sogleich wurden durch einen Gegner erneut Rechtsmittel bei Regierung und Appellationsgericht eingereicht. Die angestrebten Prozesse wurden bis vor Bundesgericht weitergezogen. Dieses wies jedoch im 2015 und 2017 die Einsprachen ab. Somit war das Genehmigungsverfahren abgeschlossen und der Bauentscheid rechtskräftig. Das «Alte Warteck» und die angrenzenden Liegenschaften wurden 2018/2019 abgerissen, um dem «Claraturm» mit Anbau Platz zu machen.

## Hochhaus «Claraturm»
Durch die Einsprachen verschob sich der geplante Baustart von 2013 auf 2018. In der Zwischenzeit wurde das Projekt optimiert. Es wurde entschieden die vorgesehenen Büroflächen in Wohnraum umzuplanen. Der Turm sollte 30 Stockwerke erhalten was zu einer Turmhöhe von 96 Meter führte. Durch diese Änderungen erhöhte sich die Anzahl der Wohnungen von Turm und Anbau von 170 auf 285. Die Liegenschaften, die abgebrochen wurden, verfügten lediglich über 30 Wohnungen.
Der Baustart war im Juli 2018 mit der Bauplatzinstallation, Abbrucharbeiten und Erstellen der Baugrube. Dies dauerte bis Frühjahr 2019. Der anschliessende Rohbau war im Herbst 2020 fertig erstellt. Ab dem 1. November 2021 waren die Wohnungen bezugsbereit.

## Warteckmuseum
Am 8. Mai 2012 wurde von 6 Enthusiasten das Warteckmuseum gegründet. Der 150m2 grosse Sammlungskeller liegt unmittelbar neben dem Gründungsort der Brauerei an der Drahtzugstrasse beim Messeplatz Basel. In der Sammlung sind rund 5‘000 Erinnerungsstücke vereinigt. Das Warteck Museum Basel wird von einem Verein (200 Mitglieder) getragen und jährlich von über 1000 Interessierten besucht.

## Weblinks

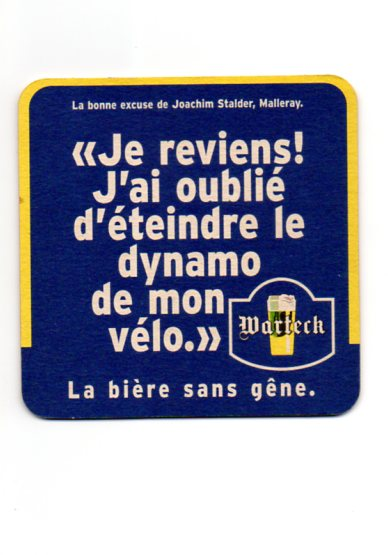
Bierdeckel der Brauerei Warteck